# Edgar Jadwin

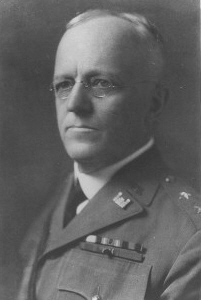
Edgar Jadwin

Edgar Jadwin (* 7. August 1865 in Honesdale, Wayne County, Pennsylvania; † 2. März 1931 in der Panamakanalzone) war ein Generalleutnant der United States Army. Er war unter anderem Kommandeur des United States Army Corps of Engineers (COE).

## Leben
Edgar Jadwin war ein Sohn von Cornelius Comegys Jadwin (1835–1913) und dessen Frau Charlotte Ellen Wood (1844–1908). Der Vater vertrat von 1881 bis 1883 den Bundesstaat Pennsylvania im US-Repräsentantenhaus.
In den Jahren 1886 bis 1890 durchlief er die United States Military Academy in West Point. Nach seiner Graduation wurde er als Leutnant den Pionieren (Engineers) zugeteilt. In der Armee durchlief er anschließend alle Offiziersränge vom Leutnant bis zum Drei-Sterne-General.
In seinen jüngeren Jahren absolvierte er den für Offiziere in den niederen Rangstufen üblichen Dienst in verschiedenen Pioniereinheiten und Standorten in den Vereinigten Staaten. Als Pionier (Engineer) gehörten der Hochwasserschutz, der Ausbau von Hafenanlagen, deren militärische Verteidigungseinrichtungen, Flussregulierungen sowie der Bau von Schleusen und Stauwerken, Kanälen und Leuchttürmen zu seinem Aufgabenbereich.
Jadwin war zwischen 1890 und 1898 bei verschiedenen Pioniereinheiten stationiert. Dazu gehörten Standorte wie New York City, Wilmington in North Carolina und Washington, D.C., wo er Stabsoffizier im Hauptquartier des COE war. In der Folge nahm er am Spanisch-Amerikanischen Krieg teil, unter anderem in Kuba als Bataillonskommandeur. Zwischen 1899 und 1902 war er erneut in New York City stationiert, ehe er das Kommando über den Pionierbezirk von Los Angeles erhielt, der die Pazifikküste bis zur mexikanischen Grenze umfasste. Danach übernahm er das Kommando über den Bezirk von Galveston in Texas, der sich über große Teile der Küste zum Golf von Mexiko erstreckte. In diesen beiden Bezirken lag ein Schwerpunkt seiner Arbeit im Ausbau der Hafenanlagen und deren Verteidigungseinrichtungen sowie Schutzmaßnahmen gegen Stürme. Im Bereich Galveston war er auch mit Kanalangelegenheiten befasst.
Im Jahr 1907 wurde Edgar Jadwin an den damals im Bau befindlichen Panamakanal versetzt, bei dessen Bau das COE aber nur eine untergeordnete Rolle spielte. Von 1908 bis 1911 leitete er die Atlantic Division des COE. Wenig später wurde er Stabsoffizier im Hauptquartier des COE, wo er bis 1916 die Abteilung für Brücken und Straßenbau leitete. Anschließend übernahm er das Kommando über den Pionierbezirk von Pittsburgh in Ohio.
Nach dem amerikanischen Eintritt in den Ersten Weltkrieg stellte er das 5th U. S. Reserve Engineers Bataillon auf, das später den Namen 15th Engineer Battalion erhielt. Diese Einheit war unter anderem auf Eisenbahnangelegenheiten spezialisiert. Jadwin führte seine Einheit nach Frankreich, wo er an verschiedenen militärischen Bauprojekten beteiligt war. Zwischen Juli 1919 und Januar 1920 war er Mitglied einer Kommission, die nach Polen geschickt wurde, um die dortigen Verhältnisse nach der Neugründung des Staates zu analysieren.
Zwischen Januar 1920 und Juni 1922 war Jadwin leitender Engineer bei der 8th Corps Area in San Antonio. Danach leitete er bis 1924 die Southeast Division des Corps mit Sitz in Charleston in South Carolina. Anschließend wurde er erneut Stabsoffizier im Hauptquartier des COE. In jenen Jahren bis zum Ende seiner Dienstzeit gehörte er zahlreichen Kommissionen und Organisationen in seinem Fachbereich an.
Im Juni 1926 wurde Edgar Jadwin als Nachfolger von Harry Taylor neuer Kommandeur des gesamten COE. Dieses Amt bekleidete er zunächst als Generalmajor bis zu seinem Eintritt in den Ruhestand am 7. August 1929. An diesem Tag wurde er zum Generalleutnant befördert. In Jadwins Amtszeit fiel die Mississippiflut 1927, die sein Corps vor große Herausforderungen stellte. Jadwin unterstützte ein Programm zur Verbesserung des dortigen Hochwasserschutzes, das im Mai 1928 in Kraft trat.
Edgar Jadwin starb am 2. März 1931 in der Panamakanalzone und wurde auf dem amerikanischen Nationalfriedhof Arlington beigesetzt.

## Orden und Auszeichnungen
Edgar Jadwin erhielt im Lauf seiner militärischen Laufbahn unter anderem die Army Distinguished Service Medal, den britischen Orden Order of the Bath und er wurde Mitglied der Ehrenlegion.

## Beförderungen
Die folgenden Angaben beziehen sich auf seine regulären Ränge in der US-Army. Kriegsbedingte zeitlich begrenzte Beförderungen der Freiwilligeneinheiten bzw. der National Army sind nicht berücksichtigt.
- 12. Juni 1890: Leutnant
- 10. Mai 1895: Oberleutnant
- 29. Januar 1900: Hauptmann
- 26. September 1906: Major
- 12. Oktober 1916: Oberstleutnant
- 10. September 1919: Oberst
- 19. Juni 1924: Brigadegeneral
- 27. Juni 1926: Generalmajor
- 7. August 1929: Generalleutnant